# Johann Adam Ackermann

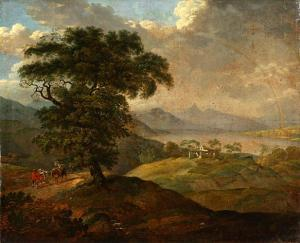
Gebirgslandschaft mit Reisenden, 1819

Johann Adam Ackermann (* 1780 in Mainz; † 27. März 1853 in Frankfurt am Main) war ein deutscher Landschaftsmaler in der ersten Hälfte des 19. Jahrhunderts.

## Leben
Von 1801 bis 1804 hielt sich Johann Adam Ackermann in Paris auf, wo er unter anderem bei Jacques-Louis David Historienmalerei studierte. Ab 1804 lebte Ackermann in Frankfurt am Main. Er beschäftigte sich mit verschiedenen grafischen Techniken, trat aber insbesondere durch Landschaftsmalerei und Aquarelle hervor. Sein jüngerer Bruder Georg Friedrich Ackermann (1787–1843) war ebenfalls Landschaftsmaler, allerdings mit geringerem Erfolg.